# Attentati anarchici statunitensi del 1919
Gli attentati anarchici statunitensi del 1919 furono una serie di attentati dinamitardi, portati a termine, con successo o meno, da parte dei seguaci anarchici di Luigi Galleani, dall'aprile al giugno 1919, negli Stati Uniti. Questi attentati portarono alla prima paura rossa tra il 1919 e il 1920.

## Attentati d'aprile
A fine aprile del 1919, almeno 36 trappole con bombe a dinamite vennero inviate per posta a diversi politici e funzionari di alto grado, inclusi il Procuratore generale degli Stati Uniti d'America, ufficiali giudiziari, editori di quotidiani e uomini d'affari, come John Davison Rockefeller. Tra le bombe recapitate agli alti funzionari, una di esse era diretta all'abitazione di un agente dell'ente federale che poi divenne l'FBI, il BOI, a cui era stato dato il compito di investigare sui galleanisti, Rayme Weston Finch, che nel 1918 aveva arrestato due membri importanti di questo gruppo anarchico, arresti che poi portarono ad un raid della polizia negli uffici della loro rivista, Cronaca Sovversiva.
Le bombe postali erano avvolte in carta marrone che avvolgeva un altro incartamento verde con stampato Gimbel Brothers - Novelty Samples che conteneva una scatola di cartone di circa 15x7,5 cm con riposto all'interno del legno scavato di spessore di 2,5 cm imballato con della dinamite. Una fiala di acido solforico era fissata al blocco di legno assieme a delle capsule di fulminato di mercurio. Aprendo una scatola, dove era scritto Apri, si rilasciava una molla elicoidale che rompeva la fiala rilasciando l'acido, il quale corrodeva le capsule, detonandone il contenuto e quindi la dinamite.
I galleanisti fecero recapitare le bombe il 1º maggio, Festa del lavoro. Sin dal 1890 e dalla Seconda Internazionale, il 1º maggio era diventato la giornata internazionale della solidarietà tra comunisti, anarchici e socialisti rivoluzionari. Il sindaco di Seattle, Ole Hanson, divenuto celebre per essersi opposto ad uno sciopero generale, ricevette una delle bombe ma questa venne aperta da un membro del suo staff, William Langer. Langer aprì la parte sbagliata della scatola e l'acido finì sul tavolo, non facendo esplodere l'ordigno. Langer portò la bomba alla polizia locale che avverti l'Ufficio Postale e le altre polizie nazionali e federali. Il 29 aprile, anche il senatore dello Stato della Georgia, Thomas W. Hardwick, che aveva sponsorizzato l'editto anti-radicale sull'immigrazione nel 1918, ricevette un ordigno simile. La domestica che tentò di aprire il pacco perse una mano nell'esplosione, mentre sua moglie venne deturpata al viso.
Le notizie riguardanti la bomba destinata ad Hardwick descrissero la tipologia dei pacchi; un attento impiegato dell'ufficio postale di New York collegò il pacco di Hardwick ad altri sedici pacchi simili che aveva accantonato nei giorni precedenti per tariffario insufficiente. Altre dodici bombe furono identificate prima che raggiungessero il loro obiettivo.

### I destinatari
I destinatari dei pacchi-bomba erano:
- Theodore G. Bilbo, Governatore del Mississippi;
- Frederick Bullmers, editore del ''Daily News'' di Jackson, Mississippi;
- Albert S. Burleson, Direttore generale delle poste degli Stati Uniti d'America;
- John L. Burnett, membro del Congresso per lo Stato dell'Alabama;
- Anthony Caminetti, Commissario Generale per l'Immigrazione;
- Edward A. Cunha, Assistente Procuratore Distrettuale di San Francisco;
- Richard Edward Enright, Commissario di Polizia di New York;
- T. Larry Eyre, Senatore della Pennsylvania;
- Charles M. Fickert, Procuratore Distrettuale di San Francisco;
- Rayme Weston Finch, agente del Bureau of Investigation;
- Ole Hanson, Sindaco di Seattle;
- Thomas W. Hardwick, ex-Senatore e futuro governatore della Georgia;
- Oliver Wendell Holmes, Jr, membro della Corte Suprema degli Stati Uniti;
- Fredric C. Howe, Commissario per l'Immigrazione del Porto di New York;
- John F. Hylan, sindaco di New York;
- Albert Johnson, membro del Congresso per lo Stato di Washington;
- William H. King, Senatore dello Utah;
- William H. Lamar, Rappresentante legale dell'Ufficio Postale degli Stati Uniti;
- Kenesaw Mountain Landis, Giudice Distrettuale, Chicago;
- J. P. Morgan, Jr, Imprenditore;
- Frank Kenneth Nebeker, Assistente particolare del Procuratore Generale;
- Lee S. Overman, Senatore della Carolina del Nord;
- A. Mitchell Palmer, Procuratore Generale degli Stati Uniti;
- John D. Rockefeller, Imprenditore;
- William I. Schaffer, Procuratore Generale della Pennsylvania;
- Walter Scott, Sindaco di Jackson, Mississippi;
- Reed Smoot, Senatore dello Utah;
- William C. Sproul, Governatore della Pennsylvania;
- William B. Wilson, Segretario del Lavoro degli Stati Uniti;
- William Madison Wood, Presidente dell'American Woolen Company.

## Attentati di giugno
La sera del 2 giugno 1919, i galleanisti riuscirono a far detonare otto bombe, quasi in simultanea, in otto differenti città statunitensi. Questi ordigni erano più potenti dei precedenti di aprile, usando undici chilogrammi di dinamite, imballati con palline di metallo in modo che agissero come schegge. I destinatari includevano ufficiali governativi favorevoli alla legge anti-sedizione del 1918 e all'estradizione degli immigrati sospettati di aver commesso crimini o di essere associati all'illegalità, oltre che ai giudici che condannarono alla prigione gli anarchici arrestati.
Tra gli indirizzi vi erano la casa del sindaco Harry L. Davis di Cleveland, il Giudice Federale di Pittsburgh W. H. S. Thompson e il Capo Ispettore per l'Immigrazione del Bureau Of Investigation W. W. Sibray, il Massachusetts State Representative Leland Powers, il Giudice Charles Cooper Nott Sr. di New York e di nuovo il Procuratore Generale A. Mitchell Palmer. Nessuno degli obiettivi rimase ucciso, tuttavia una bomba uccise il guardiano notturno di New York William Boehner, mentre la bomba diretta al Procuratore Palmer esplose prematuramente uccidendo Carlo Valdinoci, un ex-editore della Cronaca Sovversiva e collaboratore di Galleani. Anche se non ferito gravemente, Palmer e la sua famiglia rimasero scioccati e la casa stessa venne largamente demolita.
Per poco non vi furono altre due vittime a causa della bomba diretta a Palmer, ovvero il giovane Assistente Segretario della Marina Franklin Delano Roosevelt e sua moglie Eleanor, che vivevano nella stessa strada di Palmer. I due, mentre passeggiavano, passarono di fronte all'abitazione del Procuratore pochi minuti prima dell'esplosione e di fronte alla loro casa furono ritrovati dei resti dell'attentatore che morì accidentalmente.
Ogni bomba venne consegnata con diverse copie di un volantino rosa, intitolato Semplici Parole (Plain Words, in inglese), con su scritto:
Il volantino ricondusse le autorità ad una tipografia in cui lavoravano due anarchici, Andrea Salsedo e Roberto Elia, entrambi galleanisti, secondo le ultime memorie degli altri membri. Salsedo si suicidò ed Elia rifiutò l'annullamento dell'estradizione se avesse testimoniato contro i galleanisti. Incapaci di ottenere delle prove inconfutabili per i processi giudiziari, le autorità continuarono comunque ad espellere dal paese gli anarchici condannati.

## Risposta delle autorità
Alimentato dalla conflittualità, dagli attentati terroristici e poi spinto dal tentativo del Procuratore Palmer di sopprimere le organizzazioni dei lavoratori radicali e non, il periodo successivo fu caratterizzato da esagerate retoriche, ricerca e sequestri illegali, arresti e detenzioni ingiustificati e l'estradizione di diverse centinaia di sospetti radicali e anarchici. Palmer, per due volte obiettivo di un attentato, organizzò la serie di operazioni di polizia a livello nazionale, conosciute come i raid di Palmer, nel novembre 1919 e nel gennaio 1920. Sotto il sospetto di aver violato l'Espionage Act (Atto contro lo Spionaggio), il Sedition Act (Atto contro la Sedizione) del 1918 e forse l'Immigration Act (Atto per l'Immigrazione) anch'esso del 1918, circa 10.000 persone vennero arrestate, di cui 3.500 furono tenute in detenzione e, di questi ultimi, 556 furono estradati. La serie di attentati portò alla paura rossa, un periodo storico in cui si credeva che i radicali pianificassero di rovesciare il governo degli Stati Uniti e rimpiazzarlo con una dittatura bolscevica come accadde dopo la rivoluzione russa.